# くねくねクラブ
くねくねクラブは、1995年4月から1998年3月まで、JFN制作で放送されていたラジオ番組。JFN系列局で金曜の深夜3時から5時まで放送された。

## パーソナリティ
- NORIKO（浅野典子）
- シゲル（仲野茂、「アナーキー」ボーカル）
- 澤田純

## よく登場したゲスト
- DJ KRUSH
- 宇梶剛士
- 近藤等則